# Diecéze wauská
Diecéze wauská či Diecéze Wau (lat. Dioecesis Vaven(sis), angl. Roman Catholic Diocese of Wau) je římskokatolická diecéze se sídlem v městě Wau, kde se nachází katedrála Panny Marie. Je sufragánní k arcidiecézi Džuba. Diecéze má jurisdikci nad katolickými věřícími latinského obřadu, kteří žijí ve státech Severní Bar el Gazal a Západní Bar el Gazal, na většině území státu Warab v Jižním Súdánu a v oblasti se zvláštním správním statusem Abyei, která je v prozatímním kondominiu se Súdánem. V roce 2020 bylo území diecéze rozděleno na 20 farností. 

## Historie

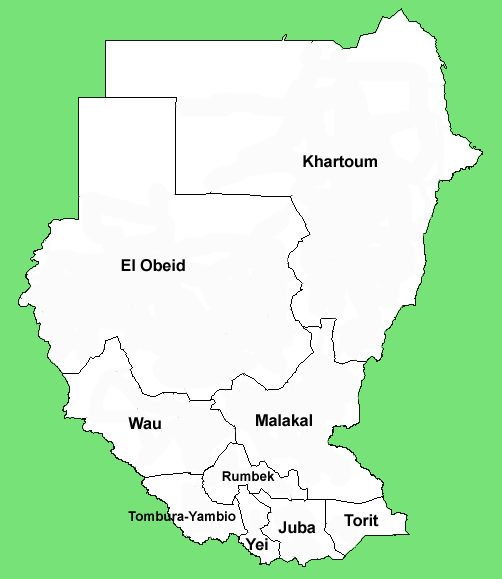
Diecéze v Súdánu a v Jižním Súdánu

Církevní provincie Džuba s vyznačením území diecéze Wau tmavší barvou

Během mahdistické války (1881–1899) proti egyptské okupaci Súdánu byli z území dnešního Súdánu a Jižního Súdánu vyhnáni křesťanští misionáři.
Apoštolská prefektura Bar el Gazal byla zřízena 30. května 1913 dekretem Quam multis Propaganda Fide, kterým bylo toto území odděleno od Apoštolského vikariátu Súdán nebo Střední Afrika (dnes arcidiecéze Chartúm).
13. června 1917 byla apoštolská prefektura povýšena na apoštolský vikariát.
Dne 12. června 1923 postoupila území pro zřízení apoštolské prefektury rovníkového Nilu (dnes arcidiecéze Gulu) na základě apoštoského breve Quae catholico papeže Pia XI.
Dne 3. března 1949 opět postoupil území pro vytvoření apoštolské prefektury Mupoi (dnes diecéze Tombura-Yambio) bulou Quo Christi Domini papeže Pia XII.
Dne 3. června 1955 Súdán opět postoupil území pro zřízení apoštolského vikariátu Rumbek (dnes diecéze Rumbek) bulou Quandoquidem arcano papeže Pia XII.
1. ledna 1956 se Súdán stal nezávislým státem. V březnu 1964 byli vojenskou vládou generála Ibrahima Abbouda ze Súdánu vypovězeni všichni zahraniční misionáři, kteří se museli přestěhovat do Ugandy, Zairu a střední Afriky, a zůstalo jen velmi málo místních duchovních a katechetů. Kněží museli uprchnout, dokud mírová dohoda z Addis Abeby v roce 1972 neukončila první súdánskou občanskou válku.
Dne 26. května 1961 byl přejmenován na Apoštolský vikariát Wau.
12. prosince 1974 byl apoštolský vikariát bulou Cum in Sudania papeže Pavla VI. povýšen na diecézi.
Na základě mírových dohod, které ukončily občanskou válku z let 1984–2005, vyhlásil Jižní Súdán 9. července 2011 nezávislost.

## Biskupové

### Apoštolští prefekti Bahr al-Ghazal
- Antonio Stoppani, M.C.C.I. † (30. května 1913 – listopad 1933 odstoupil)

### Apoštolští vikáři Bahr al-Ghazal/Wau
- Rodolfo Orler, M.C.C.I. † (11. prosince 1933 – 19. července 1946 zemřel)
- Edoardo Mason, M.C.C.I. † (8. května 1947 – 10. května 1960 jmenován apoštolským vikářem v El Obeidu)
- Ireneus Wien Dud † (10. května 1960 – 12. prosince 1974 jmenován arcibiskupem v Jubě)

### Biskupové z Wau
- Gabriel Zubeir Wako (12. prosince 1974 – 30. října 1979 jmenován arcibiskupem koadjutorem v Chartúmu)
- Joseph Bilal Nyekindi † (24. října 1980 – 2. listopadu 1995 odstoupil)
- Rudolf Deng Majak † (2. listopadu 1995 – 6. března 2017 zemřel)
  - sede vacante (2017–2020)
- Matthew Remijio Adam Gbitiku M.C.C.I., od 18. listopadu 2020

## Farnosti
V roce 2000 jsou k dispozici pouze další informace o 15 farnostech. Sídla patnácti farností se nacházela v následujících místech (k roku 2000):
1. Aweil (založeno kolem roku 1950)
2. Bussere (založeno 7. srpna 1933)
3. Deim Zubeir (založeno kolem roku 1926)
4. Gordhiim (založeno kolem roku 1953)
5. Kayango (založeno 7. března 1905)
6. Kpaille Raffili (založeno kolem roku 1914 / 1954)
7. Kwajok (založen kolem roku 1923)
8. Mayen (založena kolem roku 1946)
9. Mbili (založeno 17. března 1904)
10. Mboro (založeno kolem roku 1917)
11. Nazareth (založeno kolem roku 1982)
12. Nyamlell (založeno kolem roku 1934)
13. Raja (založeno kolem roku 1935)
14. Sikkat al-Hadid – Svatý Josef (založeno kolem roku 1976)
15. Wau (založeno kolem roku 1905)

V roce 2002 bylo v diecézi Wau celkem 17 farností. V roce 2018 bylo 19 farností a do roku 2020 se počet farností zvětšil na 20.

## Statistiky
Podle Annuario Pontificio 2021 měla diecéze na konci roku 2020 celkem 3 164 190 pokřtěných věřících. 
| rok                                                                   | populace  | populace  | populace | kněží  | kněží    | kněží   | kněží      | trvalí jáhnové | řeholníci | řeholníci | farnosti |
| rok                                                                   | pokřtění  | celkem    | %        | celkem | diecézní | řeholní | počet křtů | trvalí jáhnové | muži      | ženy      | farnosti |
| --------------------------------------------------------------------- | --------- | --------- | -------- | ------ | -------- | ------- | ---------- | -------------- | --------- | --------- | -------- |
| 1950                                                                  | 22 000    | 750 000   | 2.9      | 3      | 3        |         | 7333       |                | 54        | 37        | 11       |
| 1970                                                                  | 67 000    | 962 504   | 7.0      | 10     | 10       |         | 6700       | 1              | 10        | 13        |          |
| 1980                                                                  | 212 180   | 1 398 000 | 15.2     | 23     | 15       | 8       | 9225       |                | 14        | 10        | 15       |
| 1990                                                                  | 477 000   | 1 770 000 | 26.9     | 14     | 5        | 9       | 34 071     |                | 22        | 17        | 15       |
| 1999                                                                  | 760 000   | 2 450 000 | 31.0     | 17     | 10       | 7       | 44 705     |                | 15        | 13        | 16       |
| 2000                                                                  | 990 000   | 3 000     | 33.0     | 30     | 19       | 11      | 33 000     |                | 21        | 15        | 21       |
| 2001                                                                  | 1 190 000 | 3 500 000 | 34.0     | 30     | 20       | 10      | 39 666     |                | 20        | 16        | 20       |
| 2002                                                                  | 1 190 000 | 3 500 000 | 34.0     | 19     | 13       | 6       | 62 631     |                | 15        | 15        | 17       |
| 2010                                                                  | 2 800 000 | 4 000     | 70.0     | 31     | 19       | 12      | 90 322     |                | 30        | 19        | 13       |
| 2012                                                                  | 2 800 000 | 4 200 000 | 66.7     | 36     | 22       | 14      | 77 777     |                | 27        | 23        | 14       |
| 2013                                                                  | 2 800 000 | 4 000     | 70.0     | 43     | 19       | 24      | 65 116     |                | 34        | 28        | 19       |
| 2017                                                                  | 2 984 000 | 4 263 000 | 70.0     | 46     | 28       | 18      | 64 869     | 1              | 28        | 28        | 19       |
| 2020                                                                  | 3 164 190 | 4 667 760 | 67.8     | 53     | 27       | 26      | 59 701     |                | 36        | 28        | 20       |
| Zdroj: Catholic-Hierarchy, která přebírá údaje z Annuario Pontificio. |           |           |          |        |          |         |            |                |           |           |          |